# Església de Sant Martí del Clot
L'Església de Sant Martí del Clot és l'església parroquial del veïnat de Sant Martí del Clot, al municipi de la Vall de Bianya (Garrotxa), inclosa a l'Inventari del Patrimoni Arquitectònic de Catalunya.

## Descripció
És una construcció del segle xii molt modificada. D'una sola nau, sobrealçada i modificada durant el segle xviii amb afegitons a les façanes nord i sud que li donaren, a l'interior, forma de creu. A la part romànica dels murs es pot veure un fris sostingut per senzilles mènsules. El campanar, de torre i amb telat a quatre vessants, es troba a l'extrem Sud-oest de l'edifici. Té una campana que porta la frase: "Ave Maria Gratia Plena. 1649." L'absis és semicircular, amb finestra central cega, i mig amagat per la construcció de la sagristia. L'interior es va enguixar després e la guerra per tapar la negror que deixà l'incendi iconoclasta del juliol de 1936.
Hi ha una inscripció a la dovella central de la porta d'entrada. Fa referència als terratrèmols del segle xv. Més o menys diu així: "Com la present església fos destruïda per raó dita terratrèmol, l'any MCCCCXXVIII, los prohoms de la parròquia tornaren la dita obra, l'any MCCCCXXXVIII. La mà d'obra ha duta en Francesc M. Coromina, del Clot, òbit; la mà d'obra fèu en Pere del Massegur de La Pinya. 1439".

## Història
Era la parròquia del veïnat del Clot. Va perdre aquesta funció en convertir-se en sufragània de la de Sant Salvador de Bianya. Es documenta ja al 1145 i és citada, l'any 1253 com "Sancti Martini de Teneriza", nom que va modificar-se més tard per "Terneriza" i "Tornariça", fins a arribar a la denominació de Sant Martí de Tornadissa, encara vigent. El temple actual és romànic del segle xii, refet després dels terratrèmols del segle xv, tal com consta en la inscripció gravada en la clau de dovella de la porta d'entrada. Durant el segle xviii va ser novament renovat i es va annexionar la sagristia al costat de migjorn de l'absis.